# تفاوت الانكسار
تفاوت الانكسار (بالإنجليزية: Anisometropia)‏ حالة لا يكون فيها تعادل بين قوة الانكسار في العينين وتعني بأن يحظى المريض بقصر نظر في عين وطول نظر بالأخرى. عندها تقوم القشرة البصرية بالدماغ إلى عدم استخدام كلتا العينين في اّن معا وعوضا عن ذلك تقوم الرؤية المركزية بالتركيز على إحدى العينين مما قد يؤدي في نهاية المطاف إلى الحول إذا لم يتم أخذ الاجراء الطبي اللازم لتصحيح مدى الرؤية. وعند الحديث عن إجراء طبي فاننا نعني إجراء الجراحة الانكسارية للعين ويليها جراحة لتصحيح الحول، كل حسب درجته، ويحتاج ذلك إلى رأي الطبيب المختص لاجراء المعاينة